# Eloi Glorieux
Eloi Glorieux (Duffel, 26 maart 1960) is een voormalig Belgisch politicus voor de Vlaamse partij Groen.

## Levensloop
Hij behaalde in 1982 een licentie in de communicatiewetenschappen aan de Vrije Universiteit Brussel. Glorieux werd actief in de vredesbeweging als algemeen secretaris van Artsen voor Vrede, de Vlaamse afdeling van International Physicians for the Prevention of Nuclear War, een functie die hij uitoefende van 1983 tot 1991. Nadien was hij van 1991 tot 1997 verantwoordelijke voor de energie- en ontwapeningscampagne van Greenpeace en van 1997 tot 1999 campagneverantwoordelijke voor het Forum voor Vredesactie, de Vlaamse afdeling van War Resisters' International. 
Bij de tweede rechtstreekse Vlaamse verkiezingen van 13 juni 1999 werd hij voor Agalev verkozen in de kieskring Halle-Vilvoorde. Ook na de volgende Vlaamse verkiezingen van 13 juni 2004 bleef hij Vlaams Parlementslid tot juni 2009. Hij profileerde zich vooral op dossiers rond kernenergie, kernwapens, nachtvluchten, verkeersveiligheid en propere energie. Gedurende zijn parlementaire loopbaan was hij van 1999 tot 2009 lid van de commissie voor Brussel en de Vlaamse Rand, van 2003 tot 2009 lid van de commissie Mobiliteit, Openbare Werken en Energie en van 2004 tot 2009 toegevoegd lid van de commissie voor Buitenlands Beleid, Europese Aangelegenheden, Internationale Samenwerking en Toerisme en de subcommissie voor Wapenhandel.
Na zijn politieke loopbaan keerde Glorieux terug naar Greenpeace, waar hij van 2009 tot 2020 aan de slag ging als energie- en klimaatdeskundige.
Glorieux heeft een zoon en een dochter.